# Hiroshi Nakajima
Hiroshi Nakajima (jap. 中嶋宏 Nakajima Hiroshi; ur. 16 maja 1928 w Chiba, zm. 26 stycznia 2013 w Poitiers) – japoński naukowiec i lekarz neurolog, dyrektor generalny Światowej Organizacji Zdrowia.

## Życiorys
Hiroshi Nakajima urodził się w japońskim miasteczku  Chiba. Na początku lat 50. ukończył medycynę na Uniwersytecie Medycznym w Tokio. Współpracę z WHO nawiązał w 1974 roku, obejmując stanowisko naukowca. W 1976 roku został szefem departamentu WHO ds. leków. Odegrał dużą rolę przy tworzeniu tzw. listy podstawowych leków. W 1978 roku Komitet Regionalny WHO w Azji nominował go na stanowisko dyrektora tej instytucji. Funkcję tę pełnił do 1988 roku. W tym samym roku został wybrany dyrektorem Światowej Organizacji Zdrowia. Urząd ten sprawował przez dwie kadencje do 1998 roku. Za czasów jego urzędowania doszło do głośnego konfliktu między nim a szefem programu ds. zwalczania AIDS - Jonathanem Mannem, co spowodowało późniejszą rezygnację Manna. Po odejściu ze stanowiska Nakajima przeszedł na emeryturę i przeniósł się do Francji, gdzie zmarł w 2013, w wieku 85 lat.